# Pellionia paucidentata
Pellionia paucidentata är en nässelväxtart som först beskrevs av H. Schröter, och fick sitt nu gällande namn av S.S. Chien. Pellionia paucidentata ingår i släktet Pellionia och familjen nässelväxter. Inga underarter finns listade i Catalogue of Life.